# エルネスト・ファリアス
エルネスト・ファリアス（Ernesto Farias, 1980年5月29日 - ）は、アルゼンチン・ブエノスアイレス州トレンケ・ラウケン出身の元同国代表サッカー選手。現役時代のポジションはフォワード。思春期の頃の、でこぼこの歯をピアノに例えて"El Tecla"の愛称で呼ばれる。

## 経歴
1997年、ファリアスはエストゥディアンテス・デ・ラ・プラタでプロキャリアを始め、18歳の誕生日となる29日に2-2と引き分けたCAラヌース戦でトップチームデビューを果たした。3年目の1999-2000シーズン以降のゴール数は最低14得点以上を挙げ、2003-04シーズンはアペルトゥーラだけで12得点を決めた。また、チームは常に降格の恐れがない中位にいた。
ファリアスは、ほぼ2試合に1得点の割合で得点を決め、クラブ史上5番目となる得点数を記録しエストゥディアンテスを去っていった。しかし、同胞のマリアーノ・ゴンサレスと共に2004-05シーズンに加入したイタリア・セリエAのUSチッタ・ディ・パレルモでは、13試合0得点に終わった。
その後、母国に戻りCAリーベル・プレートに入団。コパ・リベルタドーレス2006でチームは準決勝まで駒を進め、ファリアスは5得点を挙げ他の13人の選手と共に得点王に輝いた。2007年7月下旬、個人的な理由からデポルティーボ・トルーカFCへの移籍が失敗した後に移籍金400万ユーロの4年契約でFCポルトに加入した。
ポルトでの3シーズンは、リサンドロ・ロペス、フッキ、ラダメル・ファルカオの存在のため、ほとんどが途中出場にとどまった。そんな中でもリーグ戦23得点を含む公式戦で34得点を記録し、5つの主要タイトル獲得に貢献した。
2010年1月、クレーベル獲得の取引の一環としてブラジルのクルゼイロECへの移籍話が持ち上がったが、これは最終的に頓挫した。7月下旬、ファリアスはクルゼイロに3年契約で加入し、6月9日のSEパルメイラス戦で移籍後初得点を決め、3-2で勝利した。
2012年1月下旬、ファリアスはレンタルで母国に戻りCAインデペンディエンテに加入した。

## 代表
U-20代表時代、ナイジェリアで開催された1999 FIFAワールドユース選手権に出場し、ベスト16までの間に3試合プレーした。
2005年9月3日、2006 FIFAワールドカップ・南米予選の0-1で敗れたアウェーパラグアイ戦にアルゼンチン代表に初招集され、唯一となるキャップを記録した。

## 個人成績
| 国内大会個人成績 | 国内大会個人成績     | 国内大会個人成績 | 国内大会個人成績   | 国内大会個人成績 | 国内大会個人成績            | 国内大会個人成績 | 国内大会個人成績 | 国内大会個人成績   | 国内大会個人成績   | 国内大会個人成績 | 国内大会個人成績 |
| 年度             | クラブ               | 背番号           | リーグ             | リーグ戦         | リーグ戦                    | リーグ杯         | リーグ杯         | オープン杯         | オープン杯         | 期間通算         | 期間通算         |
| 年度             | クラブ               | 背番号           | リーグ             | 出場             | 得点                        | 出場             | 得点             | 出場               | 得点               | 出場             | 得点             |
| アルゼンチン     | アルゼンチン         | アルゼンチン     | アルゼンチン       | リーグ戦         | リーグ戦                    | リーグ杯         | リーグ杯         | アルヘンティーナ杯 | アルヘンティーナ杯 | 期間通算         | 期間通算         |
| ---------------- | -------------------- | ---------------- | ------------------ | ---------------- | --------------------------- | ---------------- | ---------------- | ------------------ | ------------------ | ---------------- | ---------------- |
| 1997-98          | エストゥディアンテス |                  | プリメーラ         | 5                | 1                           |                  |                  |                    |                    |                  |                  |
| 1998-99          | エストゥディアンテス |                  | プリメーラ         | 29               | 8                           |                  |                  |                    |                    |                  |                  |
| 1999-00          | エストゥディアンテス |                  | プリメーラ         | 33               | 15                          |                  |                  |                    |                    |                  |                  |
| 2000-01          | エストゥディアンテス |                  | プリメーラ         | 37               | 16                          |                  |                  |                    |                    |                  |                  |
| 2001-02          | エストゥディアンテス |                  | プリメーラ         | 36               | 21                          |                  |                  |                    |                    |                  |                  |
| 2002-03          | エストゥディアンテス |                  | プリメーラ         | 35               | 14                          |                  |                  |                    |                    |                  |                  |
| 2003-04          | エストゥディアンテス |                  | プリメーラ         | 27               | 17                          |                  |                  |                    |                    |                  |                  |
| イタリア         | イタリア             | イタリア         | イタリア           | リーグ戦         | リーグ戦                    | イタリア杯       | イタリア杯       | オープン杯         | オープン杯         | 期間通算         | 期間通算         |
| 2004-05          | パレルモ             | 7                | セリエA            | 13               | 0                           |                  |                  |                    |                    |                  |                  |
| アルゼンチン     | アルゼンチン         | アルゼンチン     | アルゼンチン       | リーグ戦         | リーグ戦                    | リーグ杯         | リーグ杯         | アルヘンティーナ杯 | アルヘンティーナ杯 | 期間通算         | 期間通算         |
| 2004-05          | リーベル・プレート   | 9                | プリメーラ         | 15               | 8                           |                  |                  |                    |                    |                  |                  |
| 2005-06          | リーベル・プレート   | 9                | プリメーラ         | 28               | 17                          |                  |                  |                    |                    |                  |                  |
| 2006-07          | リーベル・プレート   | 9                | プリメーラ         | 24               | 10                          |                  |                  |                    |                    |                  |                  |
| ポルトガル       | ポルトガル           | ポルトガル       | ポルトガル         | リーグ戦         | リーグ戦                    | リーグ杯         | リーグ杯         | ポルトガル杯       | ポルトガル杯       | 期間通算         | 期間通算         |
| 2007-08          | ポルト               | 19               | スーペル           | 16               | 6                           |                  |                  |                    |                    |                  |                  |
| 2008-09          | ポルト               | 19               | スーペル           | 20               | 10                          |                  |                  |                    |                    |                  |                  |
| 2009-10          | ポルト               | 19               | スーペル           | 18               | 7                           |                  |                  |                    |                    |                  |                  |
| ブラジル         | ブラジル             | ブラジル         | ブラジル           | リーグ戦         | リーグ戦                    | ブラジル杯       | ブラジル杯       | オープン杯         | オープン杯         | 期間通算         | 期間通算         |
| 2010             | クルゼイロ           |                  | ブラジル全国選手権 | 16               | 3                           |                  |                  |                    |                    |                  |                  |
| 2011             | クルゼイロ           |                  | ブラジル全国選手権 | 9                | 2                           |                  |                  |                    |                    |                  |                  |
| アルゼンチン     | アルゼンチン         | アルゼンチン     | アルゼンチン       | リーグ戦         | リーグ戦                    | リーグ杯         | リーグ杯         | アルヘンティーナ杯 | アルヘンティーナ杯 | 期間通算         | 期間通算         |
| 2011-12          | インデペンディエンテ | 9                | プリメーラ         | 15               | 7                           |                  |                  |                    |                    |                  |                  |
| 2012-13          | インデペンディエンテ | 9                | プリメーラ         |                  |                             |                  |                  |                    |                    |                  |                  |
| 通算             | アルゼンチン         | アルゼンチン     | プリメーラ         | 274              | 134\|\|\|\|\|\|\|\|\|\|\|\| |                  |                  |                    |                    |                  |                  |
| 通算             | イタリア             | イタリア         | セリエA            | 13               | 0\|\|\|\|\|\|\|\|\|\|\|\|   |                  |                  |                    |                    |                  |                  |
| 通算             | ポルトガル           | ポルトガル       | スーペル           | 54               | 23\|\|\|\|\|\|\|\|\|\|\|\|  |                  |                  |                    |                    |                  |                  |
| 通算             | ブラジル             | ブラジル         | ブラジル全国選手権 | 25               | 5\|\|\|\|\|\|\|\|\|\|\|\|   |                  |                  |                    |                    |                  |                  |
| 総通算           | 総通算               | 総通算           | 総通算             | 358              | 155\|\|\|\|\|\|\|\|\|\|\|\| |                  |                  |                    |                    |                  |                  |

## タイトル

### クラブ
FCポルト
- スーペル・リーガ : 2007-08, 2008-09
- タッサ・デ・ポルトガル : 2008-09, 2009-10
- スーペルタッサ・カンディド・デ・オリベイラ : 2009

### 個人
- アルゼンチンリーグ : 2003-04A
- コパ・リベルタドーレス得点王 : 2006